# Mindok

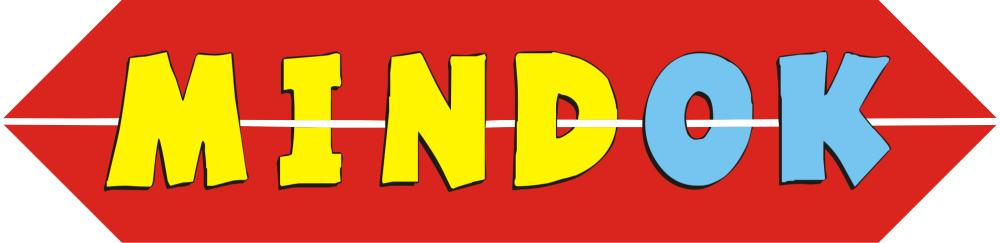
Стара версія логотипу

Mindok — чеське видавництво настільних ігор. Компанія була заснована в 2007 році Яромиром Коваржіком, який також брав участь у заснуванні компанії Albi. Окрім настільних ігор, Mindok також продає ігри від SMART games, які є поєднанням настільної гри та головоломки для одного гравця.

## Історія
Яромир Коваржік заснував цю компанію у 2007 році, через кілька років після того, як втратив частку у компанії Albi. У 2008 році компанія приєдналася до SMART games. У 2012 році було змінено логотип.

## Продукти
Серед найпродаваніших ігор — Каркасон, Кодові імена, Чорні історії та головоломки від SMART games.